# مدل مناطق متحدالمرکز

(از بیرون به داخل)
منطقه رفت آمد (حلقه بیرونی)
منطقه مسکونی
منطقه طبقه کارگر
منطقه انتقال
منطقه صنعتی و کارخانه‌ها
منطقه تجاری مرکزی (مرکز)

مدل مناطق متحدالمرکز (انگلیسی: Concentric zone model) که به عنوان مدل برگس یا مدل سی بی دی نیز شناخته می‌شود، یک مدل تئوریک معاصر برای توضیح ساختارهای اجتماعی شهریست. این مدل توسط جامعه‌شناس کانادایی ارنست برگس به سال ۱۹۲۵ تبیین شده‌است.

## مدل
براساس بوم‌شناسی انسانی این تئوری توسط برگس براساس شهر شیکاگو پایه‌ریزی شده.